# Крейцерова соната (повість)

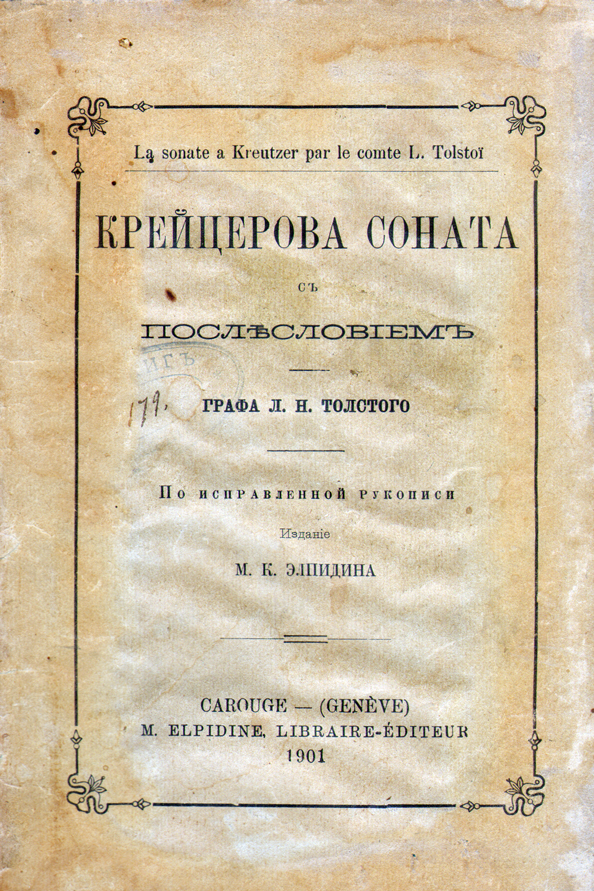

«Крейцерова соната» — повість Льва Толстого, опубликована в 1890 році й одразу ж піддана цензурі царською владою. Книга проголошує ідеал утримання й описує від першої особи гнів ревнощів. Назву повісти дала Соната № 9 для скрипки й фортепіано Людвига ван Бетховена, присвячена Рудольфу Крейцеру.

## Короткий зміст
У поїзді головний герой, Василь Позднишев, втручається в загальну розмову про кохання, описує, як у молодості безтурботно бахрував, жаліється, що жіночі сукні призначені для того, щоб збуджувати чоловічі бажання. Стверджує, що ніколи жінки не отримають рівні права, доки чоловіки сприймають їх як об'єкт пристрасті, при цьому описує їх владу над чоловіками.
Позднишев описує події, що призвели до вбивства жінки; оскільки він одружувався не з грішми й не зі зв'язками (вона була бідною), до того ж мав намір дотримуватися після одруження «одношлюбності», так що гордість його була безмежна. Однак усе одразу пішло навскіс, медовий місяць не складався. На третій чи четвертий день Позднишев застав жінку знудженою, став розпитувати, обійняв, вона заплакала, не вміючи пояснити. Їй було сумно й тяжко, а обличчя виражало неочікувану байдужість і ворожість. Позднишев іще не розумів, що ця ворожість була нормальним, а не тимчасовим станом. Но потім відбулася низка сварок, і Позднишев відчув, що одруження не є щось приємне, а, навпроти, дуже важке, але він не хотів зізнаватися в цьому ні собі, ні іншим.
Його жінка захоплена скрипалем, і вони разом грають Крейцерову сонату Бетховена. Позднишев, стримуючи й ховаючи свої бурхливі ревнощі, їде у справах. Повернувшись, застає їх разом. Музикант утікає, а Позднишев кинджалом убиває жінку.

## Цензура
Через незвичайний і скандальний для того часу характер твору публікація «Крейцерової сонати» в журналі чи окремим виданням була заборонена цензурою. Тільки після того як Софія Андріївна Толстая, дружина письменника, отримала особисту аудієнцію в Олександра III, цар неохоче дозволив опублікувати повість у 13 томі збірки творів Толстого. Однак цензурна заборона лише збільшила привабливість повість, яка задовго до публікації стала поширюватися в списках і читатися в приватних будинках.
У 1890 році американська пошта заборонила розсилання газет, де була надрукована повість.

## Постановки
- МХТ ім. Чехова
- 2011 — монодрама театру «Гешер»
- 2009 — Македонія, «Кројцерова соната», реж. Лупцо Бресліскі
- 2013 — Театр «Глобус», Новосибірськ, реж. Олексій Крикливий
- Постановка театру одного актора «Крик» під назвою «Табу»[2]